# UEC Mödling
Der UEC Mödling ist ein österreichischer Eishockeyclub aus Mödling (Niederösterreich). Die Mannschaft spielt seit der Saison 2008/09 in der Wiener Liga. Den letzten Meistertitel feierte der UEC Mödling 2006 und 2007 mit dem Gewinn der österreichischen Eishockey Oberliga (dritthöchste Spielklasse).

## Geschichte
Der UEC Mödling wurde 1972 gegründet, 1981 stieg die Kampfmannschaft in die Regionalliga Ost-A auf, der UEC war damit erstmals die Nr. 1 in Niederösterreich.
In der Saison 1986/87 erreichte er als erster Niederösterreichischer Club den Meistertitel der Österreichischen Nationalliga und qualifizierte sich damit für die Bundesliga. Die Chance einer erstmaligen Teilnahme eines niederösterreichischen Vereines musste aber auf vorerst unbestimmte Zeit verschoben werden, da die für die höchste Spielklasse zwingend vorgeschriebene Eishalle im Raum Mödling nach wie vor fehlte und nicht gebaut werden konnte. Der Bau der Eishalle wurde 1992 wegen des neuerlichen Aufstieges in die Nationalliga wieder aktuell.
1998 wurde dem Vereinsnamen, in Anlehnung an das Stadtwappen Mödlings, „The Dragons“ beigefügt. Im Jahr darauf wurde der Aufstieg in die Oberliga erreicht.
In der Saison 2004/05 nahm der UEC „The Dragons“ Mödling an der NÖ-OÖ Eishockeyliga und der NÖ Landesliga teil. Nach einer überragenden Saison errang der UEC den Meistertitel in beiden Ligen.

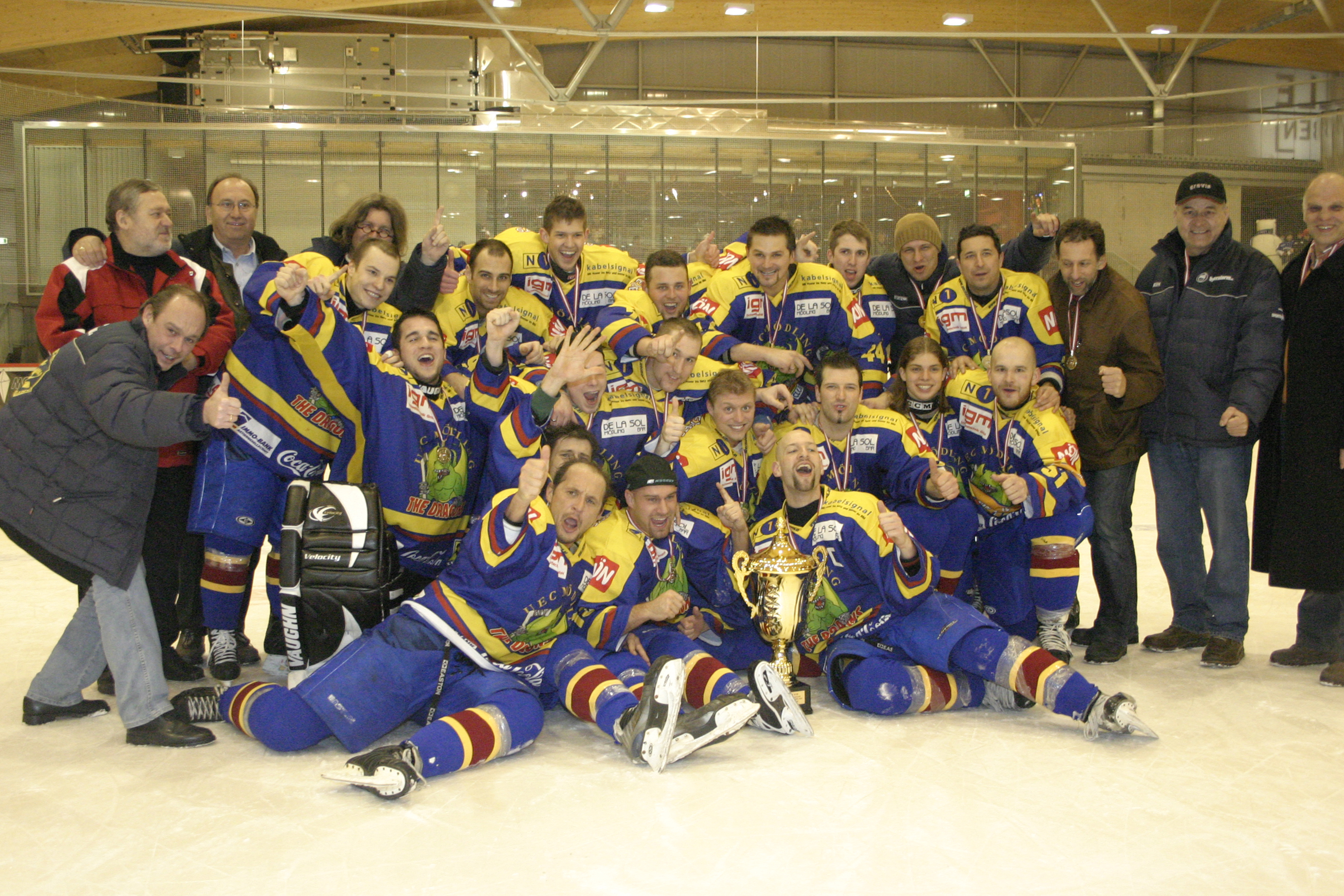
Meistertitel 2005/06

Bereits in der ersten Saison nach dem Aufstieg in die Oberliga errangen die Dragons den Meisterpokal der Saison 2005/06. Ein Aufstieg in die Nationalliga ist für den erfolgreichsten Eishockeyclub des größten Bundeslandes mangels der vorgeschriebenen Eishalle erneut nicht möglich.
Seit der Saison 2008/09 nimmt der UEC Mödling mit der ersten Mannschaft wieder an einem Meisterschaftsbetrieb in der Wiener Liga teil. Das Rückgrat des Teams bilden ehemalige Spieler des Farmteams, der Hobbymannschaft sowie einige erfahrene UEC-Oberliga-Spieler.

## Nachwuchs
Neben der ersten Mannschaft, dem UEC II Team und dem Seniorsteam gibt es beim UEC Mödling fünf Nachwuchsmannschaften:
- Unter 17 (NÖ-Landesliga)
- Unter 14 (NÖ-Landesliga)
- Unter 12 (NÖ-Landesliga)
- Unter 10 (NÖ-Landesliga)
- Learn to play (Unter 8/Rookies)

Durch die hervorragende Nachwuchsarbeit des UEC Mödling konnten die diversen Nachwuchsmannschaften in den letzten Jahren immer wieder beachtliche Erfolge einfahren. Auch in der Saison 2014/2015 waren die Jungdrachen, wie sie liebevoll genannt werden, sehr erfolgreich unterwegs: Die U17-Mannschaft, unter der Führung von Trainer Uwe Skacel, konnte zum dritten Mal in Folge den Niederösterreichischen Landesmeistertitel nach Mödling holen. Des Weiteren war auch die U14-Mannschaft, trainiert von Wendy Petrik, auf Erfolgskurs, denn sie konnte sich nach dem dritten Platz in der vorangegangenen Saison 2013/14, in der Saison 2014/15 konstant verbessern und den Vizemeistertitel der Niederösterreichischen Landesmeisterschaft gewinnen. Die U12 musste sich mit dem sechsten Platz zufriedengeben und die U10 belegte ebenfalls Platz sechs der Niederösterreichischen Landesliga.

## Eisarena Mödling
Die Eisarena Mödling ist die Spielstätte des UEC Mödling. Sie ist Teil des Freizeitzentrums Stadtbad Mödling und wurde 1972 errichtet. Der Verein stand 1987 als Meister der zweitklassigen Nationalliga kurz vor dem Sprung in die Erstklassigkeit. Da die Eisarena aber nur 1.000 Zuschauern Platz bietet und nicht den Erfordernissen für eine Lizenz in der höchsten österreichischen Eishockeyliga erfüllt, blieb den Mödlingern der Aufstieg verwehrt.

## Ehrenmitglieder
- Otto Künz
- Harald Lowatschek
- Bruno Neumeister
- Johann Pipek
- Hans-Günther Tschernoster
- Robert Mayer
- Walter Seewald
- Michael Heigl